# 阿梅里克斯鎮區 (北達科他州大福克斯縣)
阿梅里克斯鎮區（英語：Americus Township）是位於美國北達科他州大福克斯縣的一個鎮區。

## 地方資料
阿梅里克斯鎮區的面積為93.33平方千米，當中陸地面積為93.25平方千米，而水域面積為0.08平方千米。根據2020年美國人口普查的數據，當地共有人口187人，而人口密度為每平方千米2人。